# Vlekbuikbobwhite
De vlekbuikbobwhite (Colinus leucopogon) is een vogel uit de familie Odontophoridae. De wetenschappelijke naam van de soort is voor het eerst geldig gepubliceerd in 1842 door Lesson.

## Voorkomen
De soort komt voor van Guatemala tot Costa Rica en telt zes ondersoorten:
- C. l. incanus: zuidelijk Guatemala.
- C. l. hypoleucus: westelijk El Salvador en westelijk Guatemala.
- C. l. leucopogon: zuidoostelijk El Salvador en westelijk Honduras.
- C. l. leylandi: noordwestelijk Honduras.
- C. l. sclateri: zuidwestelijk en centraal Honduras en noordwestelijk Nicaragua.
- C. l. dickeyi: noordwestelijk en centraal Costa Rica.

## Beschermingsstatus
De totale populatie is in 2019 geschat op 100-500 duizend volwassen vogels. Op de Rode Lijst van de IUCN heeft de soort de status niet bedreigd.